# Associação de Futebol da Sérvia
A Associação de Futebol da Sérvia (em sérvio: Фудбалски савез Србије / Fudbalski savez Srbije, ФСС / FSS) é o órgão que dirige e controla o futebol da Sérvia, comandando as competições nacionais e a Seleção Sérvia de Futebol.  A sede deste órgão está localizada em Belgrado. É considerada a sucessora da Associação de Futebol da Iugoslávia (e consequentemente da Associação de Futebol da Sérvia e Montenegro, que por causa da separação dos países foi extinta após o término da Copa do Mundo de 2006).